# Hrabstwo Towner

Piramida wieku hrabstwa

Hrabstwo Towner (ang. Towner County) – hrabstwo w północnej części stanu Dakota Północna w Stanach Zjednoczonych. Hrabstwo zajmuje powierzchnię 2 697,63 km². Według szacunków United States Census Bureau w roku 2006 liczyło 2417 mieszkańców. Siedzibą administracji hrabstwa jest miasto Cando.

## Miejscowości
- Bisbee
- Cando
- Egeland
- Hansboro
- Rocklake
- Perth